# Faro Isla Magdalena
El Faro Isla Magdalena es un faro perteneciente a la red de faros de Chile y se ubica en la Isla Magdalena, en el Estrecho de Magallanes, Región de Magallanes y Antártica Chilena.